# Шток, Исидор Владимирович
Иси́дор Влади́мирович Шток (6 [19] марта 1908, Санкт-Петербург — 18 сентября 1980, Москва) — советский писатель, драматург и сценарист, прозаик, актёр.

## Биография
Родился в еврейской семье хормейстера и дирижёра Владимира Борисовича Штока. Мать, оперная певица, отказалась от театральной карьеры ради семьи. В сентябре 1917 года семья переехала в Харьков. Окончив школу в Харькове, Шток перебрался в Москву, где занимался в театральной студии при Театре Революции, затем был актёром Передвижного театра Пролеткульта. В 1927 году на сцене Московского театра современной буффонады была поставлена его первая пьеса «Комсомол как таковой». Следующую пьесу, «Земля держит», поставили в 1931 в Магнитогорске, где Шток работал журналистом. В годы Великой Отечественной войны служил в театре СФ.
После войны начал писать сатирические пьесы-сказки, имевшие большой успех. В 1950—1960-х годах работал завлитом, а затем драматургом в Московском цыганском театре «Ромэн», для которого написал инсценировку лесковского «Очарованного странника» под названием «Грушенька».
Автор пьес, в числе которых «Божественная комедия» по мотивам серии юмористических рисунков французского художника Жана Эффеля (одноимённый спектакль в постановке Театра кукол под руководством Сергея Образцова, 1961), «Ленинградский проспект», «Ноев ковчег», «Якорная площадь», «Объяснение в ненависти», «Гастелло», «Победители ночи» и многие другие, а также ряда сценариев к кинофильмам.
Диалоги в пьесах Штока отличаются живостью; однако часто для того, чтобы заострить внимание на намеченной проблеме, автор искусственно конструирует действие, а часть характеристик возлагает на прямые высказывания действующих лиц.
Член КПСС с 1953 года. Член правления СП РСФСР в 1965—1970.

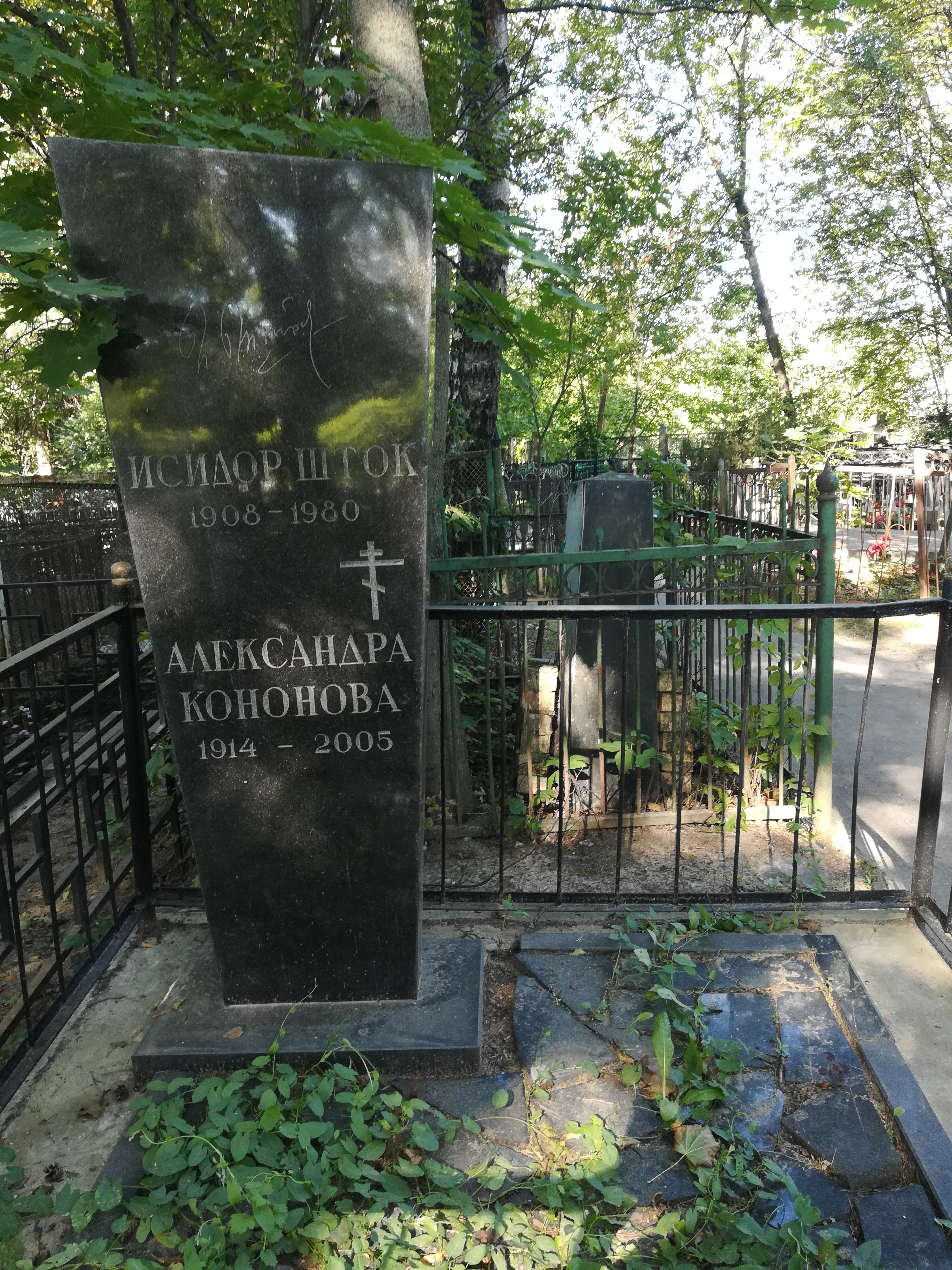

Похоронен на кладбище поселка Переделкино рядом с одноимённой станцией под Москвой.
Жена — Александра Николаевна Кононова, актриса театра «Ромэн», заслуженная артистка РСФСР (1973). С 1967 года они жили в ЖСК «Советский писатель»: Красноармейская улица, д. 21 (до 1969: 1-я Аэропортовская ул., д. 20).

## Сочинения

### Пьесы
- Комсомол как таковой, 1927
- «Вася»: Комедия в двух водевилях, пять картин (Из цикла «Клубные активисты»), 1928
- Как испортили пословицу. Летающая курица : Бытовой конфликт в 6 картинах, 1929
- Земля держит, 1931
- Вагон и Марион
- Отважный трус (Победитель) (комедия в трех актах), 1934
- На вулкане (комедия в одном действии), 1935
- Корень жизни (Галина) (комедия в 3-х актах), 1939
- Дом № 5 (пьеса в трех актах), 1940, (пьеса ставилась в московском, ленинградском и саратовском ТЮЗах, театрах Архангельска, Куйбышева, Воронежа, Еревана и других городов)
- Осада Лейдена (драма в четырёх актах), 1942
- Гастелло (драма в четырёх актах, семи картинах с прологом и эпилогом), 1947
- Едут в поезде (пьеса в 1 акте), 1947
- Путешествие на рассвете (комедия в трех актах), 1948
- Победители ночи («Русский свет») (драма в четырёх актах, 6 картинах), 1950
- Пять тетрадок (пьеса в одном действии), 1950
- Чёртова мельница (комедия в четырёх действиях, девяти картинах по пьесе-сказке Яна Дрды «Игры с чёртом»), 1953
- Караван (драма в четырёх действиях, шести картинах), 1957
- Вечное перо (пьеса в двух действиях), 1958
- Якорная площадь (драматическая повесть в 2 частях), 1960
- Ленинградский проспект (драма в трех действиях), 1961
- Божественная комедия: подробная история сотворения мира, создания природы и человека, первого грехопадения, изгнания из рая и того, что из этого вышло (в 2 актах), 1961
- Объяснение в ненависти (драма в двух действиях), 1963
- Грушенька (драма в четырёх действиях, десяти картинах с прологом: страницы из рассказа Н. С. Лескова «Очарованный странник»), 1964
- Туман над заливом (пьеса в трех действиях)
- Старая дева (драма в двух актах), 1966
- Ноев ковчег, 1968
- Вавилонская башня, 1969
- Снова август, 1970
- Земля Замоскворецкая (Александра Васнецова) (пьеса в двух действиях), 1970
- Старый адмирал (драма в трех актах), 1971
- Тяков, или Виновник торжества (комедия-фельетон в 2 действиях, 6 картинах), 1973
- Золотые костры (драма в трех действиях), 1974
- Петровский парк (драма в трех актах), 1976
- Чёртова мельница (комедия в четырёх действиях, девяти картинах по пьесе-сказке Яна Дрды «Игры с чёртом»), новый вариант, 1978
- Рейс (пьеса в трех актах)
- Это я — ваш секретарь
- Предуведомление

### Проза
- Шток, Исидор Владимирович. Рассказы о драматургах. — М.: «Искусство», 1967. — (295[6]) 316 с.
- Шток, И. В. Премьера. Рассказы драматурга. — М.: «Советский писатель», 1975. — 272 с.
- Шток, И. В. Зеленый попугай. Рассказы драматурга. — М.: «Правда», 1977. (Библиотека «Огонек» ; № 40) — 47 с.
- Шток, И. В. В небе моей юности. Рассказы драматурга. — М.: «Правда», 1984. (Библиотека «Огонек» ; № 19) — 48 с.

### Сценарии
- Чайковский, 1947
- Визит, 1969

## Известные постановки
- 1932 — «Вагон и Марион»[7]. Театр сатиры. Режиссёр — Э. Б. Краснянский; художник — Н. П. Акимов
- 1947 — «Осада Лейдена»[8]. Ленинградский областной Малый драматический театр. Режиссёр — В. Григорьев; художник — А. С. Мелков
- 1948 — «Гастелло»[9]. Московский ТЮЗ. Режиссёры — П. Центнерович и П. М. Ершов. В роли Николая Гастелло — В. А. Рождественский, его дочери — Л. Князева, его жены — И. Рейноян
- 1950 — «Победители ночи»[10]. ЛАТД имени А. С. Пушкина. Постановка — А. А. Музиль. В роли П. Н. Яблочкова — Н. К. Симонов, инженера Глухова — В. И. Янцат, В. Н. Чиколева — М. Никельберг, Луи Денейруза — Б. Фрейндлих, Скорнякова — К. Адашевский, Гилларда — Г. Мичурин, жены Яблочкова — О. Лебзак
- 1950 — «Победители ночи». Московский театр драмы. Режиссёр — Д. А. Вурос; художник — Н. Акимов
- 1953 — «Чёртова мельница». Театр кукол под руководством С. В. Образцова. Постановка С. В. Образцова. В роли Люциуса, черта первого разряда — З. Гердт
- 1957 — «Чёртова мельница». Театр им. Ленсовета. Постановка — П. К. Вейсбрём, художник — Н. Иванова
- 1958 — «Вечное перо»[8]. Ленинградский областной Малый драматический театр. Режиссёр — лауреат Сталинской премии В. Мехманов; художник — И. С. Белицкий
- 1960 — «Якорная площадь». ЦАТСА. Постановка — Д. Тункель. В роли капитана Бондаря — В. М. Зельдин
- 1961 — «Божественная комедия». Театр кукол под руководством С. Образцова. Постановка С. В. Образцова и С. С. Самодура; композитор — Н. В. Богословский. Роли исполняли: Создатель — С. Самодур, Адам — З. Е. Гердт, Архангел «А» (Ангел) — К. Гуркин, Архангел «Д» (Дьявол) — Р. Ляпидевский, Первая женщина — Е. Сипавина, Ева — Н. Самошина. Премьера состоялась 29 марта
- 1962 — «Божественная комедия». БДТ имени М. Горького. Постановка Г. А. Товстоногова. Художники — М. А. Смирнов, М. С. Щеглов; композитор — М. Е. Табачников. Роли исполняли: Адам — С. Юрский, Первая женщина и Ева — З. М. Шарко, Создатель — Н. Корн, Ангел Д. — В. Стржельчик. Премьера состоялась 7 июня
- 1962 — «Ленинградский проспект». Театр имени Моссовета. В роли Забродина — Н. Д. Мордвинов
- 1964 — «Объяснение в ненависти». Центральный театр Советской армии. Постановка — Д. Тункель. В роли Любы Васильковой — Л. И. Касаткина
- 1965 — «Старая дева». Театр Сатиры. Постановка А. Б. Шатрина. В главной роли — Т. Пельтцер
- 1968 — «Ноев ковчег». Театр кукол под руководством С. Образцова. Постановка — С. Образцов и Л. Хаит; художник — Б. Тузлуков; композитор — Н. Богословский
- 1976 — «Золотые костры» (премьера — 9 января[11]). Малый театр. Постановка — П. Васильев[уточнить]; оформление — А. Васильев. В роли Сушкина — Е. В. Самойлов
- 2005 — «Ноев ковчег» (возобновление, премьера[12] — 17 декабря 2005 года). Театр кукол под руководством С. В. Образцова. Постановка — С. В. Образцов и Л. Хаит; художник — Б. Тузлуков; композитор — Н. Богословский. Режиссёр возобновления и исполнитель роли Создателя — В. Глушков; художественный руководитель постановки — Е. М. Образцова.

## Экранизации
- 1967 — Якорная площадь — телевизионный спектакль Ленинградского телевидения (постановка — Ирина Сорокина; в роли капитана Бондаря — И. И. Краско)
- 1970 — Моя улица — по мотивам пьесы «Ленинградский проспект»
- 1970 — Ноев ковчег — телевизионный спектакль Ленинградского телевидения (постановка — А. А. Белинский)
- 1973 — Божественная комедия — телевизионная версия одноимённого спектакля Театра кукол под руководством С. В. Образцова
- 1976 — Ноев ковчег — телевизионная версия одноимённого спектакля Театра кукол под руководством С. Образцова

## Награды
- орден Красной Звезды (30.10.1945)
- орден «Знак Почёта» (1978)
- медали